# Кужнур (Моркинский район)
 Кужнур  — деревня в Моркинском районе Республики Марий Эл. Входит в состав городского поселения Морки.

## География
Находится в юго-восточной части республики Марий Эл у северо-восточной окраины районного центра посёлка Морки.

## История
Образована в 1973 году, когда были объединены деревни Ближний Кужнур и Средний Кужнур. В 2004 году здесь было отмечено 61 хозяйство. Ближний Кужнур был известен с 1877 года как околоток с 8 дворами. В 1895 году проживали 16 мужчин и 21 женщина, большинство мари. В начале XX века в околотке числилось 9 дворов, проживали 20 мужчин, 22 женщины. В 1924 году здесь проживало 48 человек. Средний Кужнур был известен с 1795 года как пятый выселок Кужнур из сёл Богоявленского, Морки, где находилось 9 дворов. В 1859 году находилось 18 дворов, проживали 179 человек. В 1895 году в околотке Средний Кужнур проживали 91 человек, большинство мари. В 1924 году здесь проживал 81 человек. В советское время работал колхоз «Кужнур».
В 2025 году в состав деревни включена деревня Дальний Кужнур.

## Население
| 2010 |
| ---- |
| 187  |

Население составляло 230 человек (мари 93 %) в 2002 году, 187 в 2010.